# Caribachlamys pellucens
Caribachlamys pellucens is een tweekleppigensoort uit de familie Pectinidae. De wetenschappelijke naam is gepubliceerd in 1758 door Linnaeus in de tiende editie van Systema naturae.